# Vlastimil Moravec
Vlastimil Moravec (ur. 7 maja 1949 w Nowym Mieście nad Metują, zm. 15 kwietnia 1986 w Brnie) – czechosłowacki kolarz szosowy, dwukrotny medalista mistrzostw świata.

## Kariera
Największy sukces w karierze Vlastimil Moravec osiągnął w 1975 roku, kiedy wspólnie z Petrem Matouškiem, Vladimírem Vondráčkiem oraz Petrem Bucháčkiem zdobył brązowy medal w drużynowej jeździe na czas na mistrzostwach świata w Yvoir. Był to jednak jedyny medal wywalczony przez niego na międzynarodowej imprezie tej rangi. W tej samej konkurencji reprezentacja Czechosłowacji zajęła też trzynaste miejsce podczas igrzysk olimpijskich w Monachium w 1972 roku. Na tych samych igrzyskach trzynasty był także w wyścigu ze startu wspólnego. Ponadto w 1970 roku wygrał wyścig Okolo Slovenska, w 1972 roku wygrał Wyścigu Pokoju, a trzy lata później był najlepszy w Ytong Bohemia Tour. W 1974 roku został mistrzem Czechosłowacji w wyścigu ze startu wspólnego.
Zmarł 15 kwietnia 1986 w Brnie po tym, jak został potrącony przez ciężarówkę podczas jazdy na rowerze.